# Itapagipe
Itapagipe là một đô thị thuộc bang Minas Gerais, Brasil. Đô thị này có diện tích 1795,431 km², dân số năm 2007 là 14019 người, mật độ 6,8 người/km².